# Nathalie Cardone
Nathalie Cardone,  29. ožujka 1967., je francuska glumica i pjevačica iz mjesta Pau u Pyrénées-Atlantiques, Francuska. Otac joj je podrijetlom sa Sicilije a majka iz Španjolske.

## Životopis
Nathalie Cardone je na sebe privukla pažnju ulogom u francuskom filmu Drôle d'endroit pour une rencontre 1988 gdje je rame uz rame glumila sa Gerard Depardieum i Catherine Deneuve. Bila je nomonirana za Césara za Glumicu koja najviše obećava 1989. Kasnije je glumila i u filmu La Petite Voleuse.
Okušala se i u glazbenim vodama. Najpoznatije kompozicije koje je izvodila bile su: "Populaire", "Mon Ange" i  "Hasta Siempre".

## Nepotpuna filmografija
- "Pakao" (L'enfer, 1994.)
- "Mala kradljivica" (La petite voleuse, 1988.)

## Vanjske poveznice
- Službena stranica Nathalie Cardone (fra.)  Arhivirana inačica izvorne stranice od 6. kolovoza 2011. (Wayback Machine)
- Nathalie Cardone na IMDb-u
- Hasta Siempre(Video)